# Placido Maria Schiaffino
Placido Maria Schiaffino O.S.B.Oliv (ur. 5 września 1829 w Genui, zm. 23 września 1889 w Subiaco) – włoski kardynał.

## Życiorys
Urodził się 5 września 1829 roku w Genui. Po skończeniu szkoły, w 1846 roku, wstąpił do zakonu oliwetów, a 17 października 1847 roku złożył profesję zakonną. Następnie został wysłany do Collegio Romano, by studiować filozofię, jednak zmuszony był przerwać naukę i wyjechać na Sycylię. W 1850 ponownie podjął studia i ukończył je cztery lata później, uzyskując doktorat. W 1852 roku przyjął święcenia kapłańskie. Pełnił funkcję przeora i wikariusza generalnego zakonu, a także uczestniczył w pierwszym soborze watykańskim. 30 sierpnia 1878 roku został wybrany tytularnym biskupem Nyssy i dwa dni później przyjął sakrę. Dwa miesiące później został rektorem Papieskiej Akademii Kościelnej. 27 lipca 1885 roku został kreowany kardynałem prezbiterem i otrzymał kościół tytularny Ss. Ioannis et Pauli. W latach 1888–1889 pełnił funkcję prefekta Kongregacji Indeksu, a następnie został Bibliotekarzem Kościoła Rzymskiego i piastował ten urząd do śmierci. Zmarł z powodu ostrej infekcji układu pokarmowego 23 września 1889 w Subiaco.